# バ科学
『バ科学』（バかがく、原題：Science of Stupid）は、ナショナルジオグラフィックチャンネルで放送されているバラエティ・科学番組である。コラボ番組である『バカと科学でバ科学なのだ！！』についても本項で取り扱う。

## 番組概要
制作はNGC Studios。2014年7月に放送が開始され、2019年時点で日本ではシーズン5まで放送されている。アメリカやオランダ、インド、フィリピンなどではホストを変えたローカライズ版も制作されている。
ホームビデオで撮影されたハプニング映像や、いわゆるおバカ映像を取り上げ、なぜ失敗してしまったのか、どうすれば成功するのかを、物理学の法則を用いて科学的に分かりやすく解説する。また成功パターンを実際に再現してみせる場合もある。
日本版では、シーズン1 - 2までは字幕放送だったが、シーズン3より吹き替え放送に変更されている。また、日本版ではサブタイトルが「○○の法則」で統一されている。
2015年10月に漫画家の赤塚不二夫生誕80周年を記念し、当番組とコラボレーションした特別番組が全3回で放送された。

## 出演者

### ホスト
- リチャード・ハモンド（声：鈴木正和）

第1シーズンから第3シーズンまで番組のホストを務めたイギリス・ウェスト・ミッドランズ出身のテレビ・ラジオ司会者。BBC制作の長寿番組『トップ・ギア』のわ司会者としても有名である。
- ダラス・キャンベル（英語版）（声：清水秀光）

第4シーズンから現在まで出演しているイギリス・スコットランド出身のテレビ司会者、舞台俳優。過去にも科学番組に出演していたり、科学雑誌に寄稿するなど知識人タレントとして活躍している。スタントマンの経験もあり、その経歴を生かし自身の体験談を元にコメントする事もある。
- バカボンのパパ（声：富田耕生）[3]、ニャロメ（声：大竹宏）[3]

コラボ番組『バカと科学でバ科学なのだ！！』にてホストを担当。バカボンのパパは『天才バカボン』、ニャロメは『もーれつア太郎』に登場するキャラクターである。

## 放送リスト

### バ科学
全14回
| 話数 | 日本語タイトル         |
| ---- | ---------------------- |
| 1    | ジャンプの法則         |
| 2    | ランニングマシンの法則 |
| 3    | ゴルフカートの法則     |
| 4    | ターザンの法則         |
| 5    | 回転遊具の法則         |
| 6    | トランポリンの法則     |
| 7    | シーソーの法則         |
| 8    | バニーホップの法則     |
| 9    | ロデオの法則           |
| 10   | ゴルフスイングの法則   |
| 11   | ブランコの法則         |
| 12   | たこ揚げの法則         |
| 13   | フォークリフトの法則   |
| 14   | クライミングの法則     |

### バ科学2
全34回
| 話数 | 日本語タイトル             |
| ---- | -------------------------- |
| 1    | ボウリングの法則           |
| 2    | ハイヒールの法則           |
| 3    | 綱渡りの法則               |
| 4    | ウィリーの法則             |
| 5    | 平均台の法則               |
| 6    | ヨーヨーの法則             |
| 7    | ロックスターの法則         |
| 8    | コーナリングの法則         |
| 9    | 懸垂の法則                 |
| 10   | スケートボードの法則       |
| 11   | ベンチプレスの法則         |
| 12   | ダイブの法則               |
| 13   | ウィンドサーフィンの法則   |
| 14   | スキージャンプの法則       |
| 15   | ビリヤードの法則           |
| 16   | はしごの法則               |
| 17   | チアリーディングの法則     |
| 18   | 四輪バギーの法則           |
| 19   | ヌンチャクの法則           |
| 20   | ウォータースライドの法則   |
| 21   | バランスボールの法則       |
| 22   | 脱毛の法則                 |
| 23   | 花嫁のブーケトスの法則     |
| 24   | 四駆で急斜面を上る法則     |
| 25   | 体当たりの法則             |
| 26   | 棒登りの法則               |
| 27   | オーバーヘッドキックの法則 |
| 28   | バレリーナの法則           |
| 29   | ダチョウ乗りの法則         |
| 30   | バルーンの法則             |
| 31   | クリスマスの法則           |
| 32   | 猫スペシャル               |
| 33   | 犬スペシャル               |
| 34   | 野生動物スペシャル         |

### バ科学3
全34回
| 話数 | 日本語タイトル           |
| ---- | ------------------------ |
| 1    | ホームランの法則         |
| 2    | ぐるぐるバットの法則     |
| 3    | 高く積み上げる法則       |
| 4    | ハンマーの法則           |
| 5    | 回し車の法則             |
| 6    | ドローンの法則           |
| 7    | 重い物を持ち上げる法則   |
| 8    | 急ブレーキの法則         |
| 9    | リフティングの法則       |
| 10   | ローラースケートの法則   |
| 11   | ドリブルの法則           |
| 12   | 濡れたプールサイドの法則 |
| 13   | ロングシュートの法則     |
| 14   | 顔面パイ投げの法則       |
| 15   | ブレイクダンスの法則     |
| 16   | ドアを破る法則           |
| 17   | プロレス技の法則         |
| 18   | びっくりした時の法則     |
| 19   | アイスホッケーの法則     |
| 20   | ネズミ取り器の法則       |
| 21   | ラジコン飛行機の法則     |
| 22   | オフロード車の法則       |
| 23   | ラジコンカーの法則       |
| 24   | 傘パラシュートの法則     |
| 25   | ダンスフロアの法則       |
| 26   | 自撮りの法則             |
| 27   | 段ボールで滑る法則       |
| 28   | 船を止める法則           |
| 29   | テーブルを跳び越える法則 |
| 30   | 相撲の法則               |
| 31   | 滝を下る法則             |
| 32   | 水と自転車の法則         |
| 33   | 頭上のリンゴの法則       |
| 34   | 手作りイカダの法則       |

### バ科学:スポーツ特集
全4回
| 話数 | 日本語タイトル         |
| ---- | ---------------------- |
| 1    | 飛び込みの法則         |
| 2    | 鉄棒の法則             |
| 3    | 平行棒の法則           |
| 4    | ランニングマシンの法則 |

### バ科学4
全14回
| 話数 | 日本語タイトル                 |
| ---- | ------------------------------ |
| 1    | バック駐車の法則               |
| 2    | パンケーキのひっくり返しの法則 |
| 3    | 木登りの法則                   |
| 4    | 人をキャッチする法則           |
| 5    | 空中ブランコの法則             |
| 6    | テーブルクロス引きの法則       |
| 7    | 乗馬の法則                     |
| 8    | 顔面ケーキの法則               |
| 9    | リンボーダンスの法則           |
| 10   | 逆立ち歩きの法則               |
| 11   | 転ばずに歩く法則               |
| 12   | ドラムスティックの法則         |
| 13   | 上手な着地の法則               |
| 14   | バンカーショットの法則         |

### バ科学5
全20回
| 話数 | 日本語タイトル                 |
| ---- | ------------------------------ |
| 1    | 腕相撲の法則                   |
| 2    | 結婚式ダンスの法則             |
| 3    | 荷降ろしの法則                 |
| 4    | バンジージャンプの法則         |
| 5    | 屋根の雪下ろしの法則           |
| 6    | ロッククライミングの法則       |
| 7    | 松葉づえの法則                 |
| 8    | ジェットコースターの法則       |
| 9    | 熱気球の法則                   |
| 10   | 車線変更の法則                 |
| 11   | ハンモックの法則               |
| 12   | 滝滑りの法則                   |
| 13   | ランニングショットの法則       |
| 14   | ウェディングケーキの法則       |
| 15   | ラジコンヘリの法則             |
| 16   | ゴルフの法則                   |
| 17   | 人間ボウリングの法則           |
| 18   | アイスクロス・ダウンヒルの法則 |
| 19   | タンデム自転車の法則           |
| 20   | ポールダンスの法則             |

### バ科学6
全20回
| 話数 | 日本語タイトル             |
| ---- | -------------------------- |
| 1    | 雷の法則                   |
| 2    | スラックラインの法則       |
| 3    | ムチの法則                 |
| 4    | ブリッジスイングの法則     |
| 5    | ウォータースライダーの法則 |
| 6    | ロープクライミングの法則   |
| 7    | 空間記憶の法則             |
| 8    | ジェットスキーの法則       |
| 9    | 氷上歩行の法則             |
| 10   | ゴムボートの法則           |
| 11   | ターザンジャンプの法則     |
| 12   | 砂丘でアクティビティの法則 |
| 13   | 氷山の法則                 |
| 14   | はしごの法則               |
| 15   | パーティークラッカーの法則 |
| 16   | 雪かきの法則               |
| 17   | ホッピングの法則           |
| 18   | チェーンソーの法則         |
| 19   | カービングターンの法則     |
| 20   | 造山運動の法則             |

### バカと科学でバ科学なのだ！！
全3回。バ科学2の第3話「綱渡りの法則」、第33話「犬スペシャル」、第32話「猫スペシャル」の3回分を、バカボンのパパ・ニャロメの解説とアニメーションで進行。
| 話数 | 日本語タイトル             |
| ---- | -------------------------- |
| 1    | バカと科学は使いようなのだ |
| 2    | 尾が西向きゃイヌは東なのだ |
| 3    | ネコの手は借りられないのだ |